# Řeholník

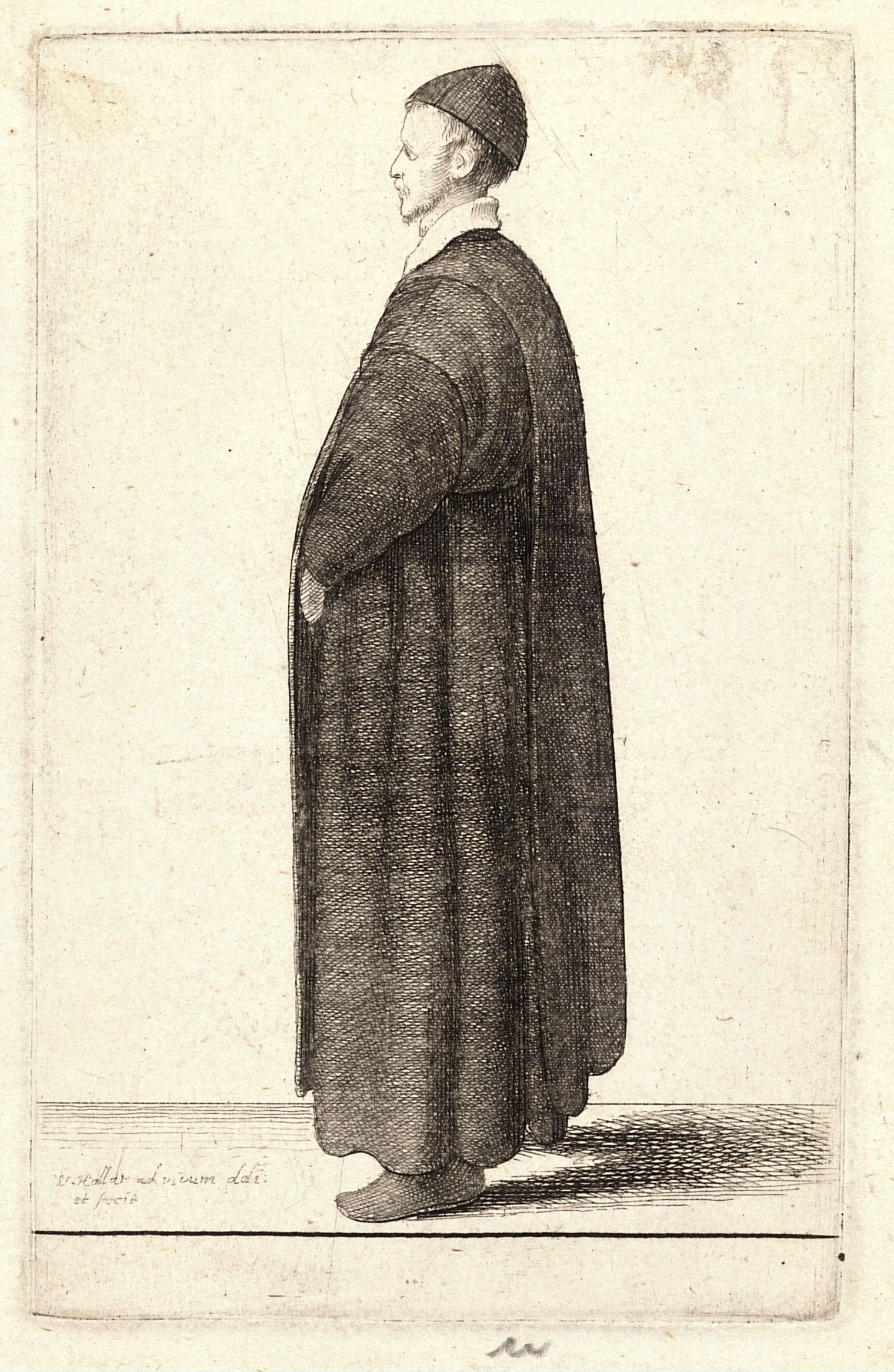
Václav Hollar: Řeholník

Řeholník, také řeholní bratr, je v katolické církvi osoba mužského pohlaví, která se zavázala k doživotní službě Bohu a lidem a žije ve společenství osob, jež se řídí stejným pravidlem čili řeholí (z lat. regula, pravidlo). Řeholníci většiny řádů mohou být jak kněží, tak také laičtí bratři. Řeholní způsob života – i když pod různými názvy – hraje velmi významnou roli také ve východních, pravoslavných církvích a vyskytuje se i v některých protestantských církvích (anglikáni, presbyteriáni aj.).

## Charakteristika
Řeholníci nosí zvláštní společný oděv čili hábit a žijí většinou v klášterech nebo řeholních domech, často pro veřejnost uzavřených (klausura). Některé starší řehole vyžadují, aby jejich členové zůstávali v tomtéž společenství a nepřemisťovali se (stabilitas loci). Těm se pak říká také mniši. Naproti tomu novější kongregace nevyžadují, aby klášter byl pro veřejnost uzavřen a svoji službu vykonávají často mimo své domy ve školách, nemocnicích atd.

## Katolická církev
Řeholníkem se může stát každý katolický křesťan, který se nejdříve stane na určitý čas postulantem (žadatelem), nejméně na rok novicem (nováčkem) a pokud usoudí, že se skutečně chce stát řeholníkem, složí časné sliby na dobu určitou, po jejichž uplynutí je buď obnovuje (celková doba časných slibů nesmí přesáhnout devět let), nebo skládá slavné sliby.
Existují různé typy řeholníků, řeholní kanovníci, konventuální řády (např. augustiniáni, dominikáni, františkáni), řeholní klerici (převážně kněží, např. jezuité). Řeholní kongregace se zaměřují na vnější aktivity, např. salesiáni na práci s mládeží.

### Řeholní kanovníci
Poněkud odlišné postavení mají řeholní kanovníci, což jsou vesměs kněží, kteří se řídí řeholí sv. Augustina (augustiniáni, premonstráti, křižovníci) a kladou hlavní důraz na studium, modlitbu a výchovu.

## Pravoslaví

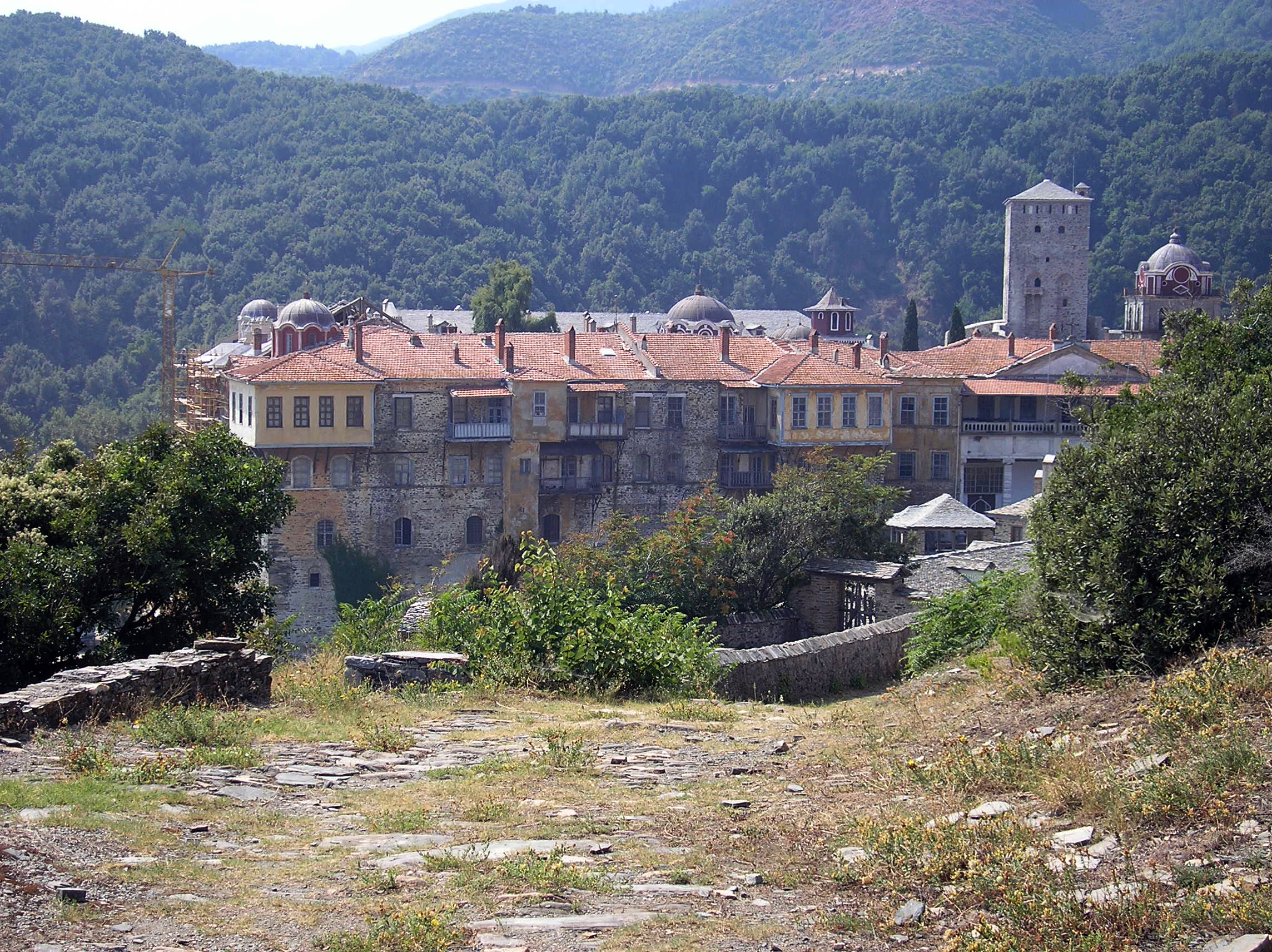
Monastýr na Athosu

Mnichem se může stát dospělý pravoslavný křesťan. Mniši (mnišky) žijí v monastýrech, z nichž každý má svá pravidla (mniši a mnišky nejsou seskupeni v řádech či kongregacích). Pouze mnich může přijmout biskupské svěcení.